# L'Heure zéro
Pour les articles homonymes, voir L'Heure zéro (homonymie).
L'Heure zéro (titre original : Towards Zero) est un roman policier d'Agatha Christie publié en revue en mai 1944 puis en volume en juin 1944 aux États-Unis. En France, il est publié en 1947.
C'est le cinquième et dernier roman mettant en scène le superintendant Battle.
Le récit évoque le champion de tennis Nevile Strange qui rassemble pour des vacances, sous le prétexte d'en faire des amies, son ex-femme Audrey Strange, et sa nouvelle compagne Kay Mortimer-Strange. L'idée n'est pas du goût de lady Tressillian, tante de Nevile et propriétaire de la villa où tout ce beau monde se retrouve. Nevile a gardé un petit faible pour son ex-femme, laquelle inspire un amour sans espoir à son cousin Thomas. Autour de ce quatuor, on retrouve Edward Latimer, un ami de Kay qui aimerait bien être plus qu'un ami, et M. Treves, vieil avocat à la retraite en pleine possession de ses capacités en matière de criminologie… Lorsque lady Tressillian est retrouvée dans son propre lit, le crâne défoncé par un coup de club de golf bien appliqué, que faut-il penser ?

## Personnages
Les enquêteurs
- Superintendant Battle, de Scotland Yard
- Inspecteur James Leach et major Robert Mitchell, enquêteurs
- Williams et Jones, agents de police
- Dr Lazenby, médecin légiste

Les victimes
- Camilla Tressilian, septuagénaire et impotente
- M. Treves, 80 ans, avocat retraité, ami de Lady Tressilian

Les suspects
- Mary Aldin, 36 ans, brune, dame de compagnie de Lady Tressilian
- Nevile Strange, 33 ans, joueur émérite de tennis, pupille de Lady Tressilian
- Kay Mortimer-Strange, 23 ans, rousse, seconde femme de Nevile
- Audrey Strange, 32 ans, blonde, orpheline, première femme de Nevile
- Edward (« Ted ») Latimer, 25 ans, ami d'enfance de Kay
- Thomas Royde, frère d'Adrian Royde ex-compagnon (aujourd'hui décédé) d'Audrey ; Thomas vient de passer huit ans en Malaisie et parle très peu

Autres personnages
- Angus MacWhirter, qui 8 mois auparavant avait tenté de se suicider près de la demeure de Lady Tressilian
- Mme Barrett, femme de chambre de Camilla Tressilian
- Mme Bentham, autre femme de chambre
- M. Hurstall, maître d'hôtel de Camilla
- Mme Spicer, cuisinière de Camilla

## Résumé

### Prologue
Le roman débute par un prologue de quelques pages (dont l'action se situe plusieurs mois avant l'intrigue principale) au cours desquelles l'auteur décrit quelques personnages qui interviendront ultérieurement. Sont ainsi mis en scène :
- 19 novembre : M. Treves, en discussion avec des amis et collègues juristes ; il énonce la théorie de « l'Heure zéro » ;
- 11 janvier : Angus MacWhirter, qui se trouve à l'hôpital après avoir été sauvé d'une tentative de suicide ;
- 14 février : l'assassin du roman, qui met au point son plan ; on ignore s'il s'agit d'un homme ou d'une femme ;
- 8 mars : le superintendant Battle, qui a dû résoudre le problème de sa fille Sylvia, accusée d'avoir volé ses camarades au collège et ayant avoué les vols ;
- 19 avril : Nevile Strange, qui discute avec son épouse Kay et évoque le fait que celle-ci pourrait faire la connaissance de sa première épouse Audrey en septembre ;
- 30 avril : Lady Tressilian, qui vient d'apprendre le projet de Nevile et y est opposée ;
- 5 mai : rencontre entre Lady Tressilian et Audrey ;
- 29 mai : Thomas Royde quitte la Malaisie et retourne en Grande-Bretagne ;
- même jour : M. Treves a l'intention de rendre visite, courant septembre, à Lady Tressilian, veuve d'un ami de Treves ;
- 28 juillet : discussion entre Kay Strange et son ami d'enfance Ted Latimer, qui a le béguin pour elle ;
- 10 août : Angus MacWhirter est embauché par un chef d'entreprise, qui envisage de l'envoyer au Chili à l'automne ;
- 19 août : Battle est obligé, pour cause de contrainte de service, de repousser ses vacances de quelques jours.

### Mise en place de l'intrigue
Lady Tressilian, âgée d'environ 70 ans, veuve, totalement impotente, invite chaque année plusieurs invités chez elle, dans sa villa La Pointe-aux-mouettes située près de l'océan. La star de tennis Nevile Strange, son neveu, lui annonce qu'il envisage de venir avec sa seconde épouse Kay au mois de septembre prochain, afin qu'elle rencontre sa première femme, Audrey, qu'il a quittée trois ans auparavant après 8 ans de mariage. Lady Tressilian est étonnée de cette démarche, mais sait qu'Audrey ne s'y oppose pas.
Ted Latimer, ami de Kay qui loge à l'Easterhed Bay hotel, non loin de la Pointe aux Mouettes et Thomas Royde (de retour d'un long voyage à l'étranger), se joignent eux aussi aux invités. Arrive également un ancien avocat, M. Treves, vieil ami de lady Tressilian. Il loge au Balmoral, hôtel au charme désuet mais confortable.
Sous des apparences cordiales et amicales, le petit groupe commence à se diviser autour de Nevile, Audrey et Kay. Pourquoi Nevile a-t-il souhaité présenter sa nouvelle femme à celle qu'il a abandonnée ? Quels sont les sentiments réels de Ted et de Thomas à l'égard de Kay et d'Audrey ? Ted est-il toujours amoureux de Kay et Thomas d'Audrey ? Que pense Mary Aldin de tout cela, et comment envisage-t-elle son avenir ?

### La mort étrange de M. Treves
Lors d'une soirée avec les autres personnes présentes, M. Treves évoque le souvenir d'une personne qu'il a connue longtemps auparavant, qui étant enfant a tué un autre enfant à l’aide d'un arc et d'une flèche et s'en est sortie sans être poursuivie, tout le monde ayant conclu à un accident. Néanmoins l'enfant avait été vu auparavant s'entraînant au tir à l'arc dans les bois. M. Treves affirme que cet enfant présentait par ailleurs une rare particularité physique et que s'il le rencontrait aujourd'hui, il reconnaîtrait de suite son jeune meurtrier. Il n'en dit pas plus, et la soirée se poursuit.
Ted et Thomas raccompagnent M. Treves à l'hôtel Balmoral Court. À leur arrivée, ils découvrent un écriteau avertissant que l'ascenseur de l'hôtel est en panne. M. Treves en est très contrarié mais déclare que, n'ayant pas le choix, il prendra son temps pour gagner sa chambre, située au dernier étage. Les deux hommes laissent l'homme âgé s'engager seul dans l’escalier.
M. Treves est retrouvé mort le lendemain matin ; on pense à une crise cardiaque due à l'effort pour monter les étages par l'escalier. On apprend cependant peu de temps après que l'ascenseur n'a jamais été en panne ce soir là et que le gérant de l'hôtel n'a donc jamais fait apposer ce panneau d'avertissement.

### Le meurtre de lady Tressilian
Le lendemain, Nevile et Kay ont une sévère dispute car Nevile envisage de quitter Kay pour reprendre sa vie avec Audrey. Kay est ulcérée et refuse fermement le divorce. Dans la soirée, Nevile a une vive discussion dans sa chambre avec Camilla Tressilian, qui lui enjoint de ne pas quitter sa nouvelle épouse.
Le jour suivant au petit matin, on découvre lady Tressilian assassinée dans son lit, le crâne défoncé par un coup violent bien appliqué. Une personne gauchère pourrait avoir porté le coup.
La police est appelée : le superintendant Battle et l'inspecteur James Leach commencent leur enquête. Mme Barrett, la femme de chambre, a été droguée aux barbituriques, ce qui l'a empêchée d'entendre tout bruit ou d'être appelée par la cloche de la vieille dame. Selon le médecin légiste, l'assassinat s'est produit entre 22 h et minuit. Les enquêteurs cherchent donc à vérifier qui était dans la maison dans ce laps de temps, ainsi que les alibis respectifs. Une fouille est organisée.
Les héritiers de la défunte sont Nevile et « son épouse ».
Les premiers éléments de l'enquête tendent à révéler que Nevile est le coupable : le club de golf qui a pu servir au meurtre (demeuré sur les lieux et portant du sang et des cheveux de lady Tressilian) lui appartient et porte ses empreintes digitales.
Mais dès son réveil, la femme de chambre déclare qu'elle a vu Nevile quitter la maison vers 22 h 30 et qu'elle a ensuite été appelée à l'aide de la cloche par lady Tressilian, qu'elle a donc vue encore vivante à ce moment-là. Nevile explique être allé rejoindre Ted Latimer pour jouer au billard (ce qui est confirmé) et avoir regagné la Pointe-aux-mouettes vers 2 h 30 du matin, raccompagné en voiture par Ted.
L'enquête se poursuit ; la véritable arme du crime est découverte : il s'agit d'une boule de métal issue d'un pare feu, que l'on a fixée au manche d'une raquette de tennis. Cette boule de métal, remarquablement nettoyée et replacée sur le pare feu, est découverte dans la chambre d'Audrey.
Mary Aldin relate alors aux enquêteurs ses soupçons relatifs à la mort de M. Treves.

### Tentative de suicide et intervention inattendue
Audrey, décidée au suicide, court vers la falaise qui se trouve non loin de la demeure.
Elle est aperçue et sauvée in extremis par Angus MacWhirter, revenu sur les lieux de sa propre tentative de suicide en début d'année.
Après qu'Audrey lui a révélé les raisons de son geste, qu'elle explique par la peur d'être condamnée à mort, et une peur larvée que par ailleurs elle éprouve depuis des années, Angus la raisonne et la raccompagne à la Pointe-aux-mouettes.
Il va ensuite rechercher un complet chaud qu'il avait déposé  la veille chez le teinturier aux fins de nettoyage ; on lui restitue non pas son vêtement mais celui d'un autre, non nettoyé ! Il constate que ce vêtement a une curieuse forme et dégage une odeur pestilentielle.
Un gant de cuir est retrouvé le long de la façade de la demeure, pris dans du lierre. Il est taché du sang de la victime. C'est un gant gauche et Audrey est gauchère. Elle est, parmi toutes les femmes, la seule pourvue de mains assez petites et fines pour que le gant s'y adapte.
Angus MacWhirter se met à réfléchir sur ce qu'il a vu ces derniers jours, et notamment sur ce qu'il a pu voir le soir de la mort de Lady Tressilian. Il se rend à la demeure et, croisant Mary Aldin, lui demande de lui trouver une corde solide. Mary, étonnée, le conduit dans un local où l'on entrepose divers objets, dont du matériel de pêche et des cordes. L'une de ces cordes, enroulée, mouillée et sans poussière, retient son attention.
Puis il décide d'aller voir le superintendant Battle et de lui parler d'une chose qu'il a vue. Après l'avoir attentivement écouté, Battle, qui vient d'arrêter Audrey pour assassinat au vu des preuves recueillies à son encontre, décide de se livrer à une « petite expérience ».
Thomas révèle alors que ce n'est  pas Nevile qui a quitté Audrey trois ans auparavant pour vivre avec Kay. C'était une décision d'Audrey qui avait quitté Nevile pour rejoindre Adrian, le frère de Thomas. Adrian était mort entre-temps d'un accident de voiture, et Audrey était demeurée seule.

### Dénouement et révélations finales
Battle informe les membres de la maisonnée qu'Angus MacWhirter, le soir de l'assassinat de lady Tressilian, avait aperçu un homme nager dans la baie étroite située face à la maison. Cet homme s'était ensuite dirigé vers une corde qui pendait depuis une des fenêtres de la maison et rejoignait la mer. Il avait escaladé les rochers et la façade à l'aide de cette corde pour gagner la maison et y pénétrer par la fenêtre.
Qui a pu agir ainsi ? Il s'agit de Nevile, qui avait besoin du témoignage de la femme de chambre pour prouver son innocence. Voici comment les événements avaient eu lieu : Nevile avait eu une conversation avec lady Tressilian, puis l'avait quittée sous les yeux de la femme de chambre. Il était parti de la Pointe-aux-mouettes à 22 h 30 au vu de tous. Plus tard, entre 23 h et minuit, il était revenu à la maison en traversant à la nage le chenal puis en montant la falaise grâce à la corde qu'il avait préalablement disposée. Il avait tué la vieille dame, avait mis en place le club de golf ensanglanté, nettoyé la boule de métal, puis était reparti comme il était entré.
Le but de son plan machiavélique était d'orienter les soupçons à son encontre, mais de les détourner (une fois les preuves considérées comme trop « évidentes » et au regard du témoignage de la femme de chambre) en direction d'Audrey, qui devait être arrêtée pour assassinat, condamnée et pendue. Le motif essentiel était de « punir » Audrey de l'avoir quitté trois ans auparavant et d'être partie vivre une liaison amoureuse avec Adrian Royde, frère de Thomas. Depuis tout ce temps, il avait ruminé sa vengeance et organisé toute cette mise en scène afin d'orienter les soupçons vers Audrey.
Nevile, face aux accusations de Battle, avoue tout.
Deux autres morts sont dues à l’action de Nevile : d'une part la mort d'Adrian Royde, décédé dans un mystérieux accident de voiture (vengeance de Nevile ?), d'autre part celle de M. Treves, tué sans planification préalable. Néanmoins aucune preuve matérielle ne peut être retenue à l'encontre de Nevile.
Le roman se termine par le départ prochain d'Angus MacWhirter vers le Chili : Audrey, qui voit en lui son sauveur et un homme courageux et honnête, lui propose de partir avec lui. Ils vont se marier très prochainement, avant le départ du navire. Audrey pense que Thomas, son amoureux depuis tant d'années, pourrait bien un jour épouser Mary Aldin.

## Commentaires

### Analyse
Le livre est innovant lorsque, après en avoir lu une bonne partie et être arrivé pratiquement à la fin, le lecteur apprend que tout ce qui s'est passé n'est qu'un prélude au véritable crime qui est sur le point d'être commis, ce qui en explique le titre. Il contient en outre une vision philosophique de la compréhension du monde en prévision de ce que l'on appelle actuellement la théorie du chaos.

### Dédicace
Le roman comporte une dédicace au romancier britannique Robert Graves, ami et voisin d'Agatha Christie durant la Seconde Guerre mondiale :
« Puisque vous êtes assez gentil pour prétendre aimer mes histoires, je me hasarde à vous dédier celle-ci. Tout ce que je vous demande, quand vous la lirez, c'est de réfréner vos instincts critiques - encore exacerbés, j'en suis sûre, par vos récents excès dans ce domaine ! Ce roman n'est destiné qu'à vous distraire. Il n'a pas vocation à être cloué au pilori littéraire de M. Graves !
Votre amie, Agatha Christie. »

### Analyse
L'idée qu'un homme, véritable meurtrier, se fasse accuser d'un meurtre qu'il a réellement commis afin d'être innocenté par la suite, et ainsi échapper aux poursuites, était déjà évoquée dans le premier roman d'Agatha Christie paru un quart de siècle plus tôt, La Mystérieuse Affaire de Styles (1920).

Concernant le titre du roman, l'auteur fait dire dès la deuxième page par M. Treves à ses confrères juristes :
« Le meurtre n'est jamais que la fin. L'histoire débute bien avant ça - des années plus tôt parfois - avec les mille et unes causes et la longue suite d'événements qui font que des individus donnés sont présents un jour donné, à une heure donnée, dans un endroit donné. (…) Tous ont convergé vers un point donné dans l'espace et le temps… Et le moment venu, hop ! le couvercle a sauté. L'heure zéro... Oui, tous autant qu'ils sont, ils ont convergé vers l'heure zéro... »
— M. Treves
 Ces phrases seront répétées par l'un des membres de l'assistance, qui avait entendu Treves les prononcer, à M. Battle, qui les énoncera de nouveau au moment d'expliquer les tenants et les aboutissants de l'affaire dans la scène finale.

## Éditions
- (en) Première publication en revue, aux États-Unis, en 3 parties en mai 1944 dans le magazine Collier's[1]
- (en) Towards Zero, New York, Dodd, Mead and Company, juin 1944, 242 p.
- (en) Towards Zero, Londres, Collins Crime Club, juillet 1944, 160 p.
- L'Heure zéro  (trad. Michel Le Houbie), Paris, Librairie des Champs-Elysées, coll. « Le Masque » (no 349), 1947, 243 p. (BNF 31945525)
- L'Heure zéro (trad. Jean-Marc Mendel), dans : L'Intégrale : Agatha Christie  (trad. de l'anglais, préf. Jacques Baudou), t. 7 : Les années 1940-1944, Paris, Librairie des Champs-Elysées, coll. « Les Intégrales du Masque », 1994, 1170 p. (ISBN 2-7024-2240-3, BNF 35627675)

## Adaptations
- 1956 : L'Heure zéro (Towards Zero), pièce de théâtre d'Agatha Christie et Gerald Verner ;
- 1995 : Les Péchés mortels (Innocent Lies), film franco-britannique de Patrick Dewolf. La famille Christie refusant le scénario très librement adapté du roman, les producteurs doivent changer le titre du film ainsi que les noms des personnages ;
- 2007 : L'Heure zéro, film français de Pascal Thomas, avec François Morel dans le rôle du Commissaire Martin Bataille (Superintendant Battle) ;
- 2007 : L'Heure zéro (Towards Zero), téléfilm de la série britannique Miss Marple d'ITV (épisode 3.04). Le personnage du Superintendant Battle y est absent et celui de Miss Marple, joué par Geraldine McEwan, est ajouté ;
- 2010 : Towards Zero, feuilleton radiophonique pour BBC Radio 4 ;
- 2019 : L'Heure zéro, 25e épisode de la saison 2 de Les Petits Meurtres d'Agatha Christie. Le personnage du superintendant Battle est remplacé par le trio composé du commissaire Swann Laurence, de la journaliste Alice Avril et de la secrétaire Marlène Leroix, incarnés respectivement par Samuel Labarthe, Blandine Bellavoir et Élodie Frenck.